# Микаелян, Эдвард Балабекович
Э́двард (Эдуа́рд) Балабе́кович Микаеля́н (арм. Էդվարդ Միքայելյան; род. 25 мая 1950 год, Ереван, Армянская ССР) — советский гимнаст, тренер, многократный призёр чемпионатов СССР, призёр чемпионата мира (1974) и Олимпийских игр (1972). Мастер спорта СССР международного класса (1972).
Эдвард Микаелян начал заниматься спортивной гимнастикой в 1960 году под руководством заслуженного тренера Армянской ССР Леонида Захаряна. В 1967—1974 годах входил в национальную сборную СССР, в составе которой становился серебряным призёром Олимпийских игр в Мюнхене и чемпионата мира в Варне. В 1976 году завершил спортивную карьеру.
В дальнейшем занимался тренерской деятельностью. В 1993—1994 годах был главным тренером национальной сборной Армении по спортивной гимнастике. В 1995 году переехал в США. С 2006 года работает в гимнастическом центре города Сакраменто.

## Семья
Рубен Микаелян (1952—2008) — брат, чемпион СССР по спортивной гимнастике в упражнениях на коне (1975).